# 新廣場 (哥本哈根)

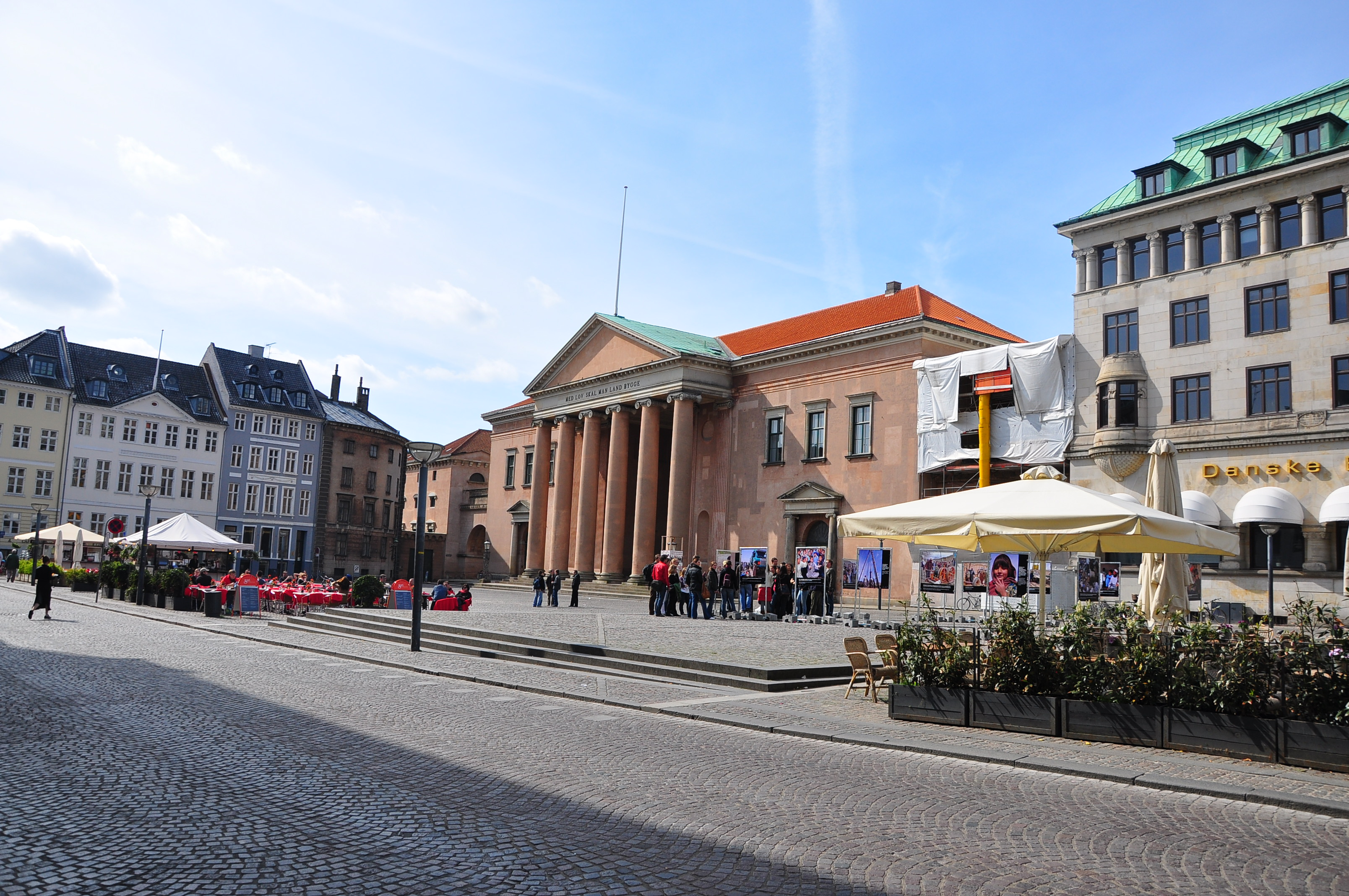

新廣場（Nytorv）是位於丹麥首都哥本哈根市中心的一座廣場。新廣場連同與其毗鄰的舊市場構成了一個步行街，是行人專用的公共空間。哥本哈根法院大廈位於新廣場，這座建築在1815至1905年曾經是哥本哈根市政廳，是一座新古典主義外觀的建築。